# لئو پروتس
لئو پروتس (انگلیسی: Leo Perutz؛ ۲ نوامبر ۱۸۸۲ – ۲۵ اوت ۱۹۵۷) یک ریاضی‌دان اهل اتریش بود.